# Diencèfal
El diencèfal és la part central del cervell, voltada pel telencèfal, que conté nombrosos centres de la vida vegetativa i del psiquisme, regula la secreció hormonal de la hipòfisi mitjançant l'hipotàlem i a través del qual passen les fibres que uneixen el telencèfal amb el tronc de l'encèfal.

## Parts
- Hipòfisi
- Hipotàlem: Forma el terra del tàlem, on es localitza la hipòfisi, glàndula amb funció neuroendocrina, que regula el funcionament de tot el sistema hormonal. A més, l'hipotàlem controla les funcions viscerals autònomes i impulsos sexuals i constitueix el centre de la gana, de la sed i del son.
- Subtàlem: Aquí es troben els nuclis vermells i la substància negra.
- Tàlem: Està format per dues masses voluminoses situades sota els hemisferis cerebrals. Constitueix la via d'entrada per a tots els estímuls sensorials excepte l'olfactiu. Està connectat amb l'escorça i filtra els estímuls que arriben a ella i és el centre on resideixen les emocions i sentiments.
- Epitàlem
- Metatàlem: Està constituït pel cos geniculat intern i el cos geniculat extern en cada costat. El cos geniculat intern actua com una estació de retransmissió dels impulsos nerviosos entre el peduncle inferior i l'escorça auditiva. El cos geniculat extern s'acomoda les terminacions de les fibres de la via òptica.